# دواین ده روساریو
دواین ده روساریو (انگلیسی: Dwayne De Rosario؛ زادهٔ ۱۵ مهٔ ۱۹۷۸) بازیکن فوتبال اهل کانادا بود.
از باشگاه‌هایی که در آن بازی کرده‌است می‌توان به باشگاه فوتبال نیویورک رد بولز، باشگاه فوتبال هیوستون دینامو، باشگاه فوتبال سن‌خوزه ارث‌کوئیکز، باشگاه فوتبال دی‌سی یونایتد، باشگاه فوتبال تسویکاو، و باشگاه فوتبال تورنتو اشاره کرد.
وی همچنین در تیم‌های ملی فوتبال زیر ۲۰ سال، زیر ۲۳ سال و کانادا بازی کرده‌است.